# Нородом Канвиман Норлектеви
Нородом Канвиман Норлектеви (кхмер. នរោត្តម កានវិមាន នរល័ក្ខទេវី; 1876—1912) — камбоджийская принцесса, супруга принца Сисовата Монивонга, за которого вышла замуж в 1894 году и имела от него семерых детей. Умерла в 1912 году за 15 лет до коронации своего мужа.